# Pickleball

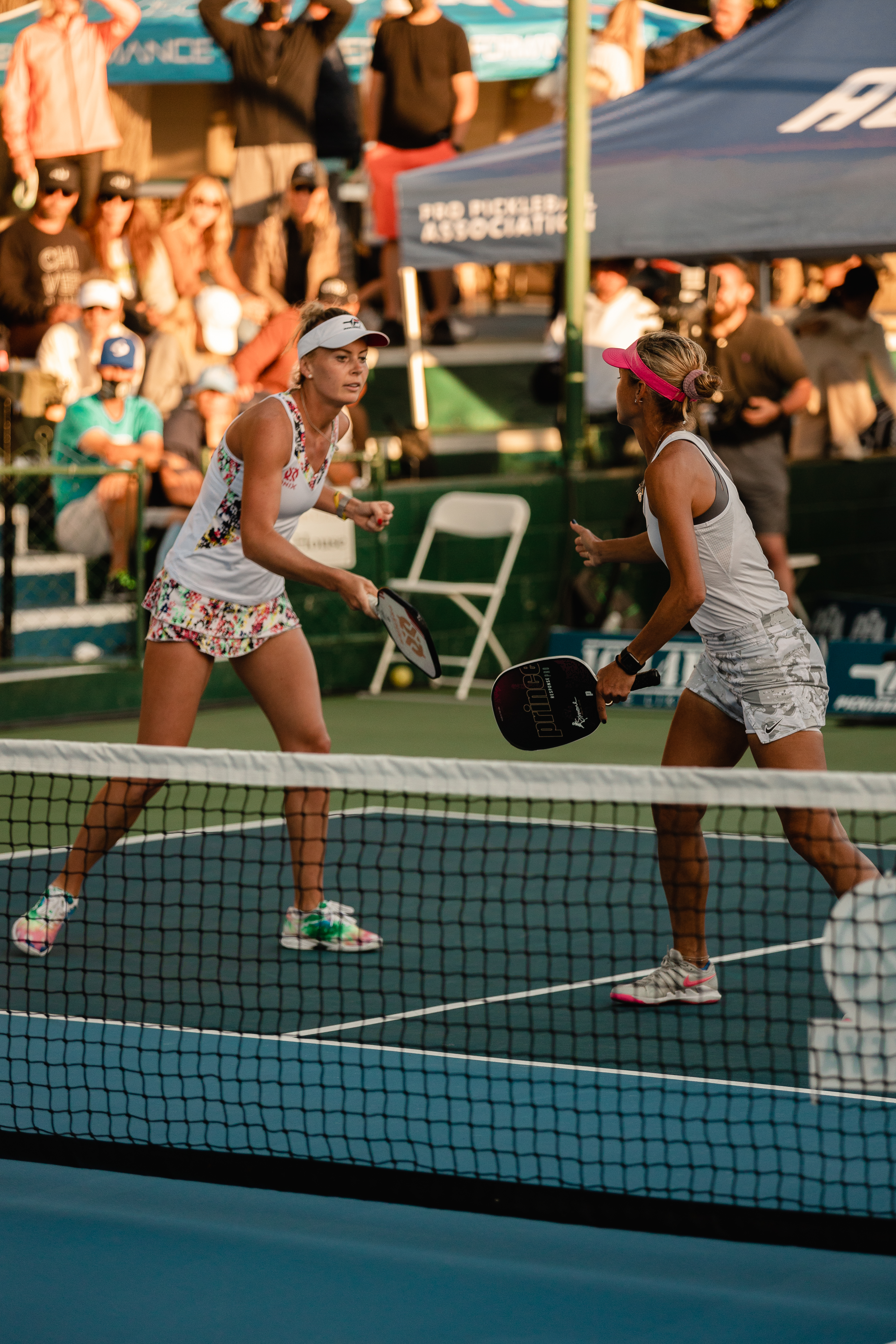
Một trận Pickleball

Pickleball là một môn thể thao thi đấu trong nhà hoặc ngoài trời, theo hai thể thức chính là đấu đơn (hai người chơi), hoặc đấu đôi (bốn người chơi) trên sân hình chữ nhật. Người chơi dùng một chiếc vợt mặt nhẵn (vợt phẳng) để đánh một quả bóng nhựa rỗng, có đục lỗ, qua lưới cao 0,86 m cho đến khi một bên không thể trả bóng hoặc phạm luật.
Môn thể thao được sáng tạo vào năm 1965 như một trò chơi sân sau dành cho trẻ em ở Hoa Kỳ trên đảo Bainbridge ở tiểu bang Washington, Hoa Kỳ. Năm 2022, Pickleball đã trở thành môn thể thao chính thức của tiểu bang của Washington. Hiện tại, pickleball đang phát triển mạnh mẽ, trở thành cơn sốt thể thao ở Mỹ trước khi lan tỏa sang hơn 50 quốc gia khác, trong đó có Việt Nam.

## Lịch Sử
Ra đời năm 1965, pickleball được cố Hạ nghị sĩ Mỹ Joel Pritchard cùng với hai người bạn là Bill Bell và Barney McCallum sáng tạo. Ban đầu, ý tưởng của họ chỉ đơn giản là tạo ra một trò chơi vui nhộn để giải trí cho gia đình và bạn bè ở nơi họ sống - đảo Bainbridge, thuộc bang Washington. Trò chơi sau đó nhanh chóng lan rộng sang các bang khác ở Mỹ. Đến 1976, pickleball đã có luật chơi chính thức và Hiệp hội Pickleball Hoa Kỳ được thành lập. Kể từ đó, trò chơi này đã lan rộng ra khắp thế giới.
Vào năm 2019, các hệ thống giải đấu chuyên nghiệp đã bắt đầu được hình thành với 2 giải đấu độc lập được đưa vào. Hiệp hội Những Người chơi Pickleball (the Association of Pickleball Players) đã được thành lập và phê chuẩn bởi Hiệp hội Pickleball Hoa Kỳ (USAP). Ngoài ra, Hiệp hội các Tay vợt Chuyên nghiệp (The Pickleball Professionals Association) cũng đã được sáng lập và không liên quan đến USAP.
2024, sân vận động chuyên biệt giành cho pickleball đầu tiên trên thế giới được xây dựng, sáng lập dự án bởi Brad Tuckman và Rich Campillo và được đặt tên là The Fort. Chính thức mở cửa vào tháng 12, 2024 tại Fort Lauderdale, tiểu bang Florida. Nó nằm trong công viên Snyder rộng hơn 38ha và chứa khoảng 43 sân đấu pickleball.

## Đặc điểm

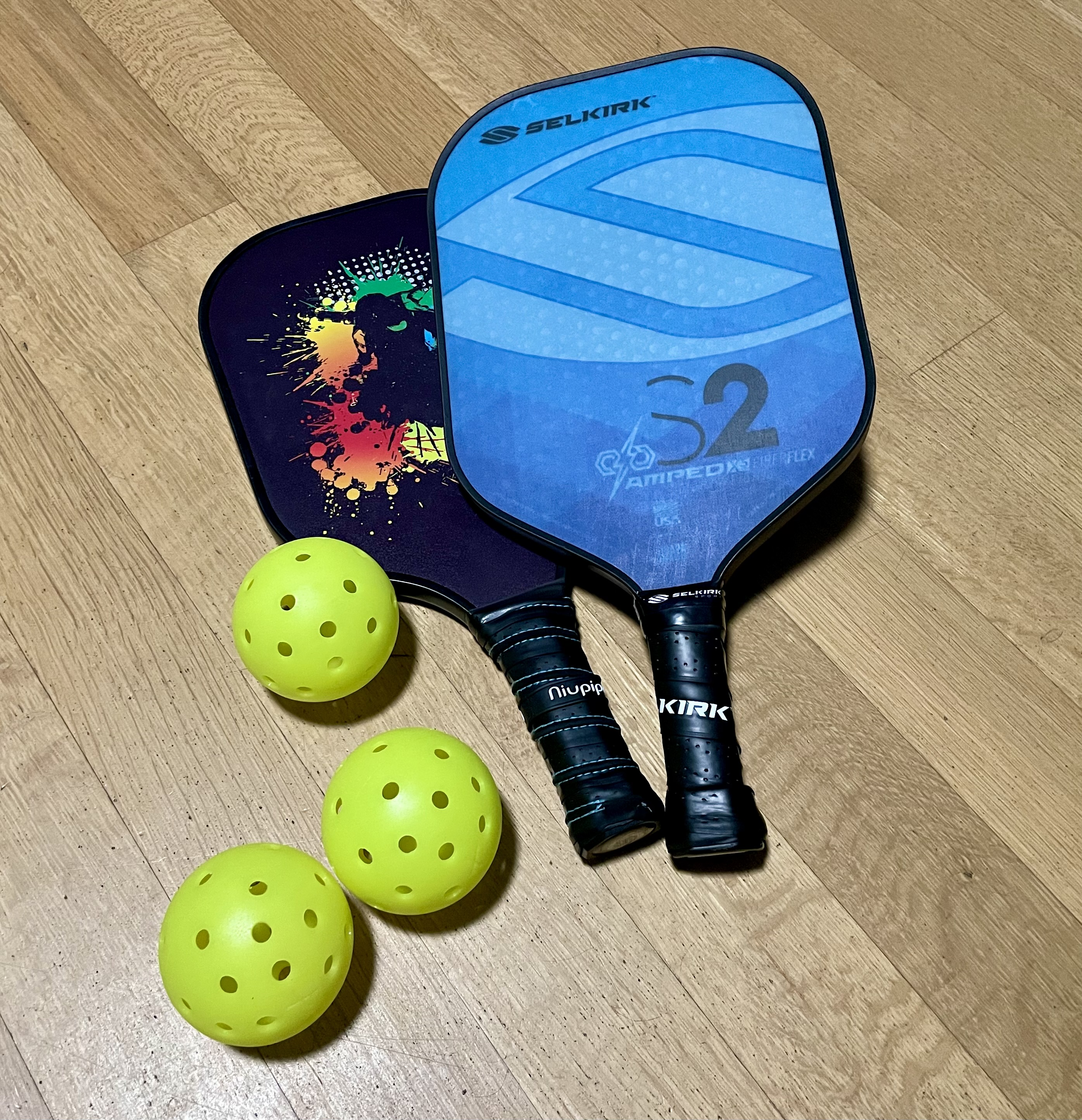
Dụng cụ chơi Pickleball

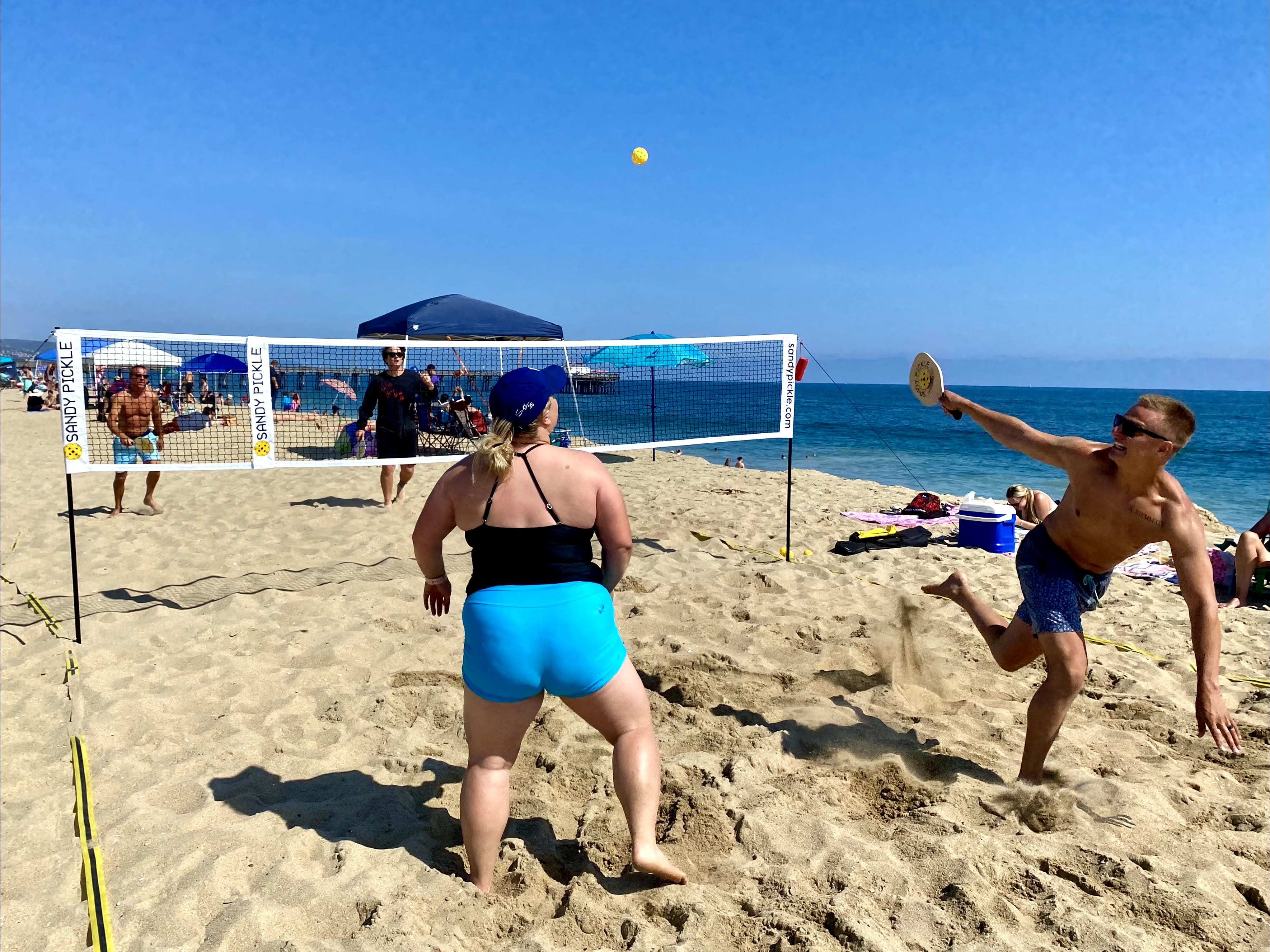
Môn Pickleball trên sân cát

Về cơ bản, pickleball là môn thể thao lai (tương tự như môn Teqball) giữa các môn tennis, bóng bàn và cầu lông, vì người chơi trên sân có kích thước tương tự sân cầu lông, dùng vợt phẳng nhỏ hơn vợt tennis nhưng lớn hơn vợt bóng bàn và sử dụng trái bóng nhỏ, nhẹ hơn bóng tennis. Kết hợp giữa bóng bàn, tennis và bóng chuyền, môn thể thao mới pickleball được đánh giá là dễ chơi, phù hợp với mọi lứa tuổi. Vợt pickleball có hình dạng chữ nhật với tay cầm, nhưng kích thước lớn hơn vợt bóng bàn - dài tối đa 43,18 cm, với tổng chiều dài và chiều rộng không được vượt quá 60,96 cm. Bóng thi đấu là bóng nhựa cứng, đường kính từ 74 – 76 mm, nặng từ 22 - 26 gram, có độ nảy thấp hơn bóng nỉ trong tennis. Cách tính điểm không giống với tính điểm trong quần vợt mà giống với tính điểm cầu lông trước đây khi có cắt giao, chưa có điểm trực tiếp, có tay 1, tay 2. Trang phục chơi pickleball thoải mái, chưa có quy định. Mọi người hay mặc trang phục cầu lông, quần vợt để chơi. Phái nữ cũng hay mặc trang phục của golf
Sân pickleball có kích thước 13,4 m x 6,1 m, rộng tương đương sân cầu lông và nhỏ hơn nhiều so với sân tennis (23,77 m x 8,23 m). Một sân chuẩn cần có không gian an toàn xung quanh ít nhất 1,5 m, để đảm bảo an toàn cho người chơi với tổng diện tích sử dụng khoảng 9,1 m x 18,3 m. Sân có ba phần, với phần giữa màu xanh được chia đôi bởi lưới ngăn. Mỗi bên lưới là một khu vực rộng 2,13 m, được gọi là khu vực cấm vô lê (hoặc kitchen), và một cầu thủ đứng trong đó không được đánh bóng cho đến khi bóng nảy. Luật giao bóng pickleball có quy định bóng nảy hai lần, nghĩa là trong hai pha bóng đầu tiên của loạt bóng, trái bóng phải chạm sân rồi nảy lên. Như vậy, bóng sẽ phải chạm mặt sân ở cú giao bóng và trả bóng. Quy tắc này giúp đảm bảo đội giao bóng không thể tấn công dễ dàng ngay sau khi giao bóng. Điểm chỉ được tính khi bóng ra ngoài sân, trong đó chỉ bên giao bóng được ghi điểm. Độ nảy hạn chế của trái bóng, khu vực cấm vô-lê và cú đánh dưới tay, là những cú giao bóng được thực hiện, kết hợp với những cú đánh mạnh và những cú đập bóng trên cao, tạo cảm giác phấn khích, năng động cho người chơi.
Môn thể thao pickleball trở thành hiện tượng và thu hút sự quan tâm, tham gia tập luyện của đông đảo người chơi ở Việt Nam. Tuy nhiên, có những tranh cãi nổ ra trên mạng xã hội về tính chất và mức độ phù hợp của bộ môn này, không ít ý kiến lại cho rằng đây bản chất là một môn thể thao "nửa vời", "lai tạp", không có giá trị tập luyện và chỉ phục vụ cho mục đích "sống ảo", "làm màu" trên mạng xã hội của nhiều người, pickleball là môn thể thao được nhiều mỹ nhân trong làng giải trí Việt quan tâm và đã gây sốt tại Việt Nam khi có nhiều sao nữ ăn mặc gợi cảm để chơi môn thể thao này. Với Pickleball, số lượng người chơi hiện nay chủ yếu là theo trào lưu, không có chiều sâu, không nghiêm túc tìm hiểu và tập luyện nên sẽ dễ dẫn tới chuyện cả thèm chóng chán, bộ môn này trở nên hot thực chất chỉ bởi CEO Apple khi sang Việt Nam đang chơi môn này, không xuất phát từ sự tìm hiểu của người chơi, ngoài ra, để duy trì đam mê thì cần có một cộng đồng và hệ thống giải quy củ, trong khi người chơi hiện tại chủ yếu là những người chạy theo phong trào, không có đủ đam mê và không sẵn sàng cam kết gắn bó lâu dài với môn này để có thể tạo nên một cộng đồng và hệ thống giải đấu đủ mạnh, duy trì được lâu dài.